# Montréal (Gers)
Montréal település Franciaországban, Gers megyében. Lakosainak száma 1176 fő (2022. január 1.). Montréal Sainte-Maure-de-Peyriac, Poudenas, Beaumont, Bretagne-d’Armagnac, Castelnau-d'Auzan-Labarrère, Cazeneuve, Fourcès, Lagraulet-du-Gers, Larroque-sur-l’Osse és Lauraët községekkel határos.

## Népesség
A település népességének változása:
| Lakosok száma | 1714 | 1326 | 1221 | 1263 | 1184 | 1173 | 1168 | 1171 | 1178 | 1176 |
|               | 1968 | 1982 | 1990 | 2006 | 2013 | 2015 | 2017 | 2019 | 2020 | 2022 |